# Повстання Карпоша
Повстання Карпоша — антитурецьке повстання на території сучасних Болгарії та Північної Македонії, підняте в жовтні 1689 року. Вождем повстання був Петро на прізвисько «Карпош», уродженець села Войниця (нині община Чашка Північної Македонії). В молодості він втік на шахту у Валахії, але потім перебрався в Родопські гори, де жив у місті Доспат. Карпош став відомим гайдуком і після вступу військ Священної Римської Імперії у війну проти Туреччини перебрався в Знеполе (сучасний сербсько-болгарський кордон), де зібрав загони борців проти турецького ярма.

## Передісторія
В 1683 році була утворена Священна ліга, куди увійшли Австрія, Польща і Венеція, а пізніше приєдналася й Московія. Метою ліги була боротьба проти Туреччини. У тому ж році у Віденській битві турки були розгромлені і покинули Центральну Європу, а перемога християн над Османською імперією дала привід християнам Балканського півострова, які перебувають під турецьким пануванням, почати війну за звільнення своїх земель. Особливо запеклими були виступи в Скоп'є і Ниші. 25 жовтня 1689 року австрійські війська з генералом Енеа Сільвіо Пікколоміні вийшли до Скоп'є і з'єдналися з місцевими гайдуками, але в місті вибухнула чума. Пікколоміні наказав військам відступити і 26 жовтня підпалив Скоп'є. Пожежа тривала два дні, однак сам Пікколоміні заразився чумою і помер, попри свої прагнення зупинити поширення зарази.

## Повстання

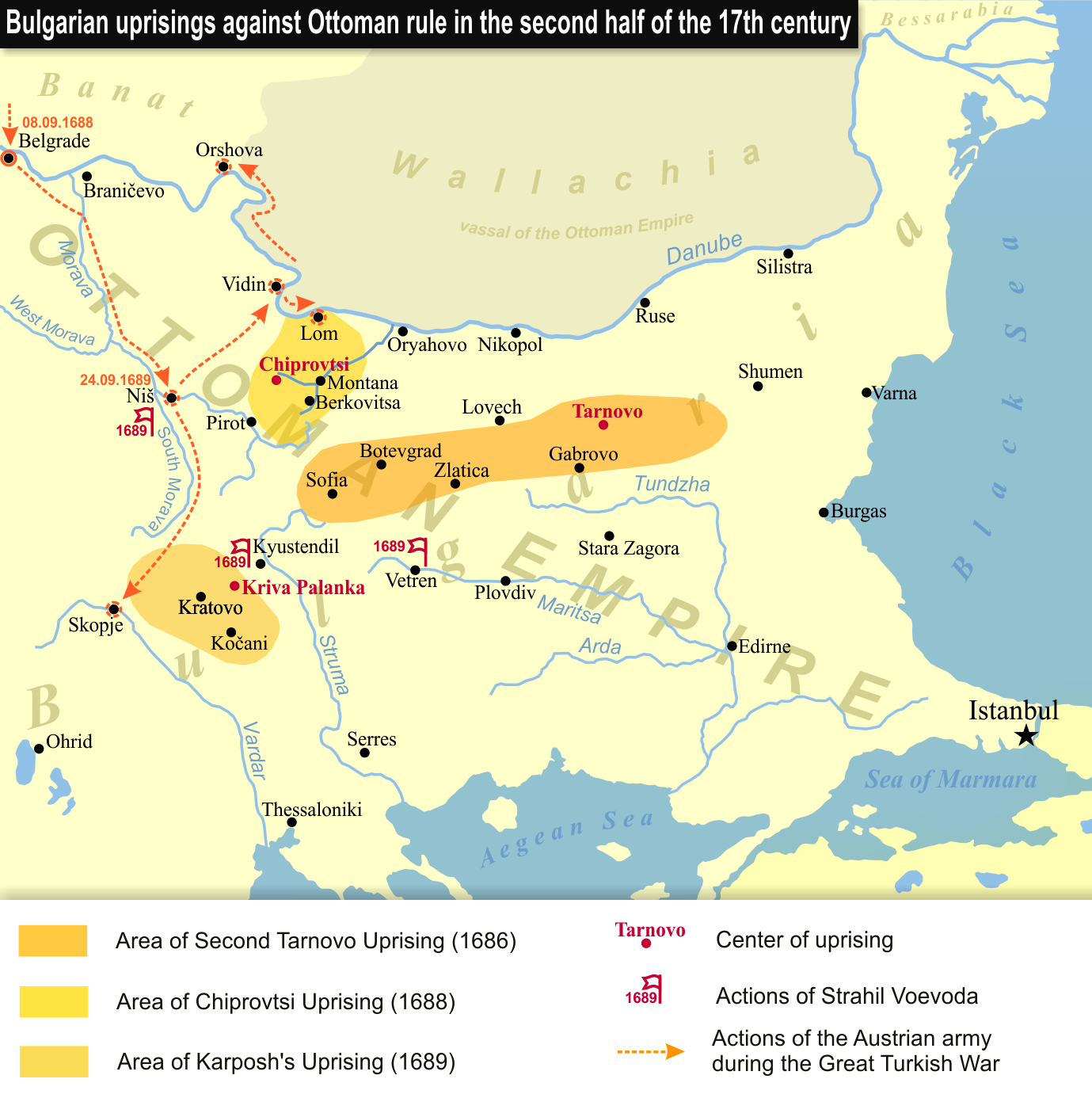
Повстання на території сучасних Болгарії та Північної Македонії проти турків у XVII столітті

У жовтні 1689 року повстання було піднято в регіоні між Кюстендилом, Піротом та Скоп'є. Згідно турецького історика Сілахдаром Фіндіклі Мегмед-ага, очолив повстання Карпош був воєводою або гайдуком в Доспатському районі. Гайдуки і войнуки, якими керував воєвода Страхіл, збирали зброю і війська в Північній Фракії між Пловдивом і Пазарджиком. Карпоша спочатку турки призначили головою християнських військ, що діяли між Софією, Велесом, Дойраном, Кюстендилом і Неврокопом, щоб придушити повстання Страхіла, але Карпош перейшов на бік повстанців, розоривши фортецю Крива-Паланка й набрав там нових добровольців. Повстанці зміцнилися в цитаделі у Куманово. Невідомо, чи допомагали австрійці повстанцям, але, згідно з турецьким літописам, імператор Леопольд I коронував Карпоша як «короля Куманово» і направив йому в подарунок гусарський ковпак:
Останні кілька років з'явився і якийсь невірний на прізвисько Карпош, який, керує розбійниками-гайдуками, проголосив себе королем Куманова і за його бажанням імператор Австрії відправив йому ковпак.

## Придушення повстання

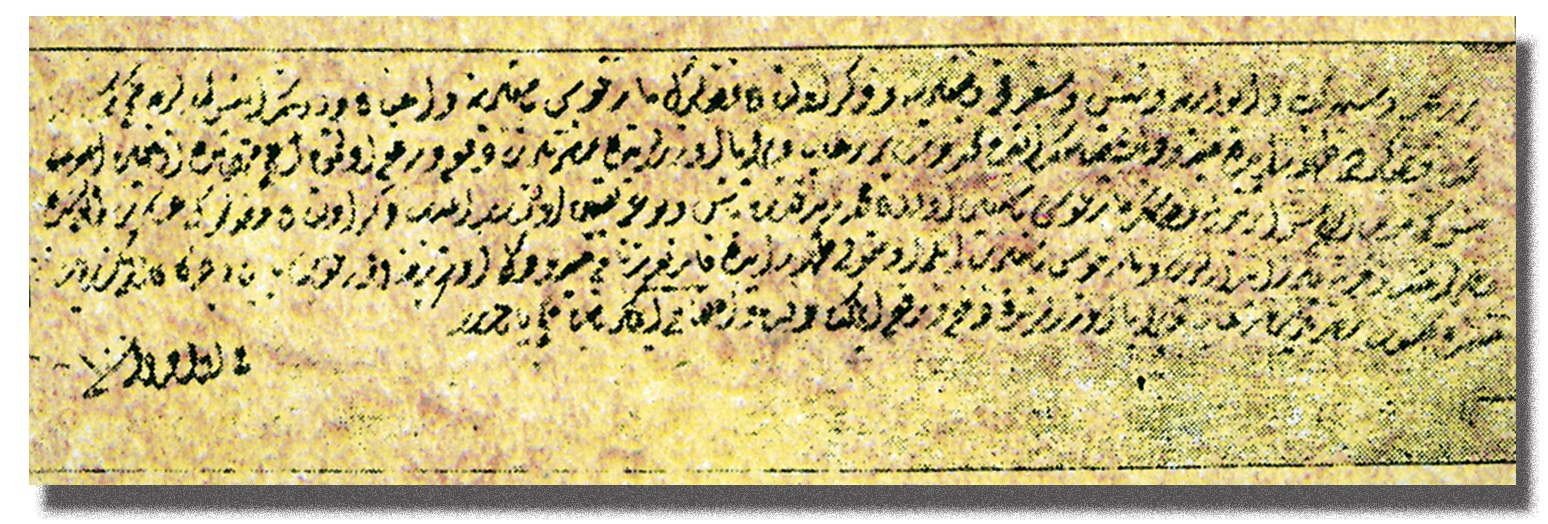
Наказ про знищення Карпоша

У зв'язку з військовими і політичними потрясіннями повсталі не змогли використати свої ресурси для розвитку повстання. Турецькі війська звернулися за допомогою до кримського хана Селім-Гірея, а 14 листопада 1689 року на військовій раді у Софії вирішили атакувати повстанців з боку Кюстендила. Їм потрібно було захопити Криву-Паланку для успішної атаки, проте повстанці спалили фортецю й відступили у Куманово для підготовки до оборони. На жаль, повстанцям не вистачило часу: турки і татари завдяки чисельній перевазі розбили болгарських гайдуків і взяли в полон лідерів повстання, перебивши всіх, хто чинив опір. Карпош потрапив у полон і невдовзі був страчений у Скоп'є: за переказами, його смерть настала на Кам'яному мосту в Скоп'є. Вижвші дивом гайдуки пішли до річок Сава та Дунай.

## Пам'ять

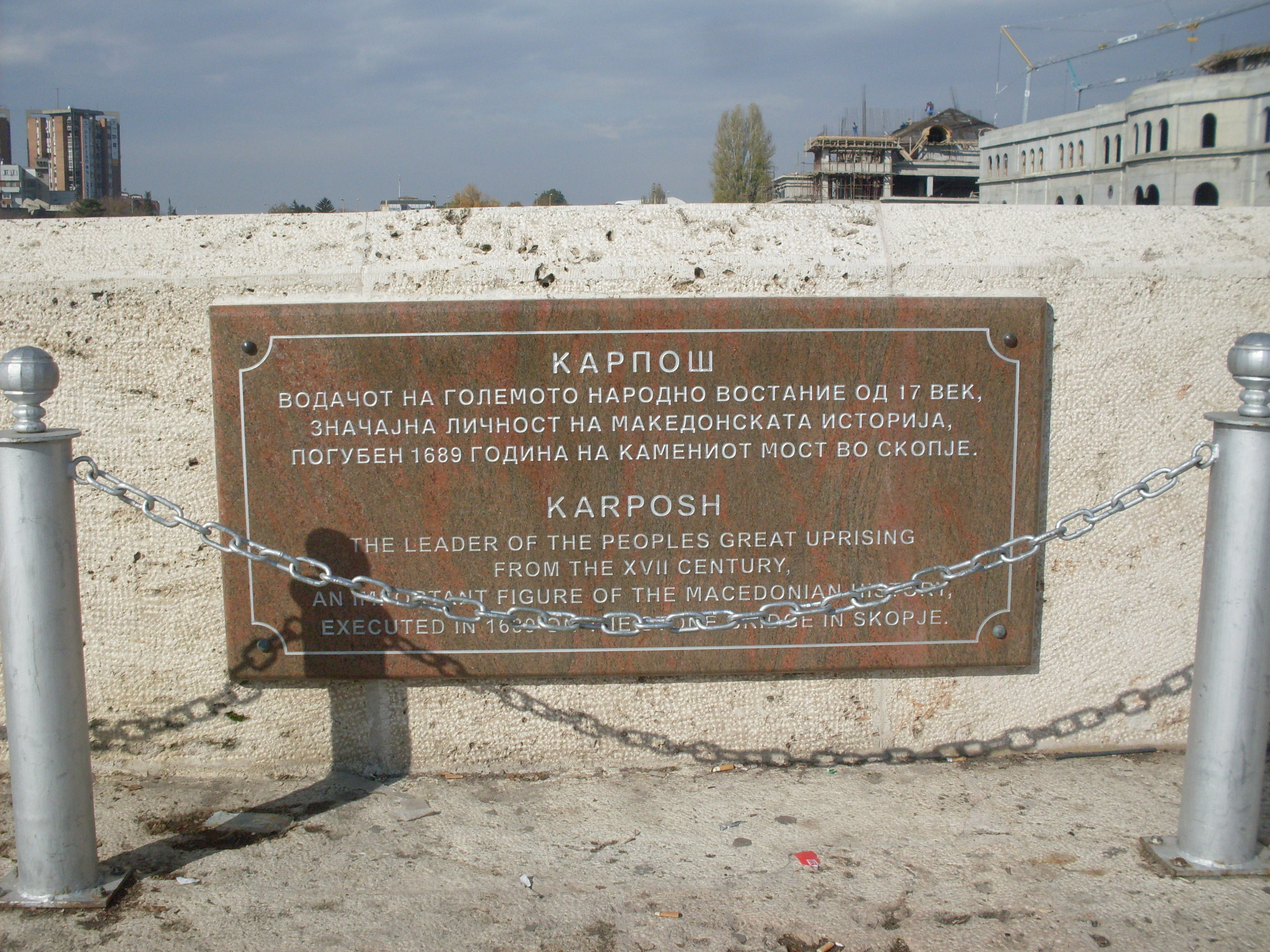
Пам'ятна табличка на місці страти Карпоша

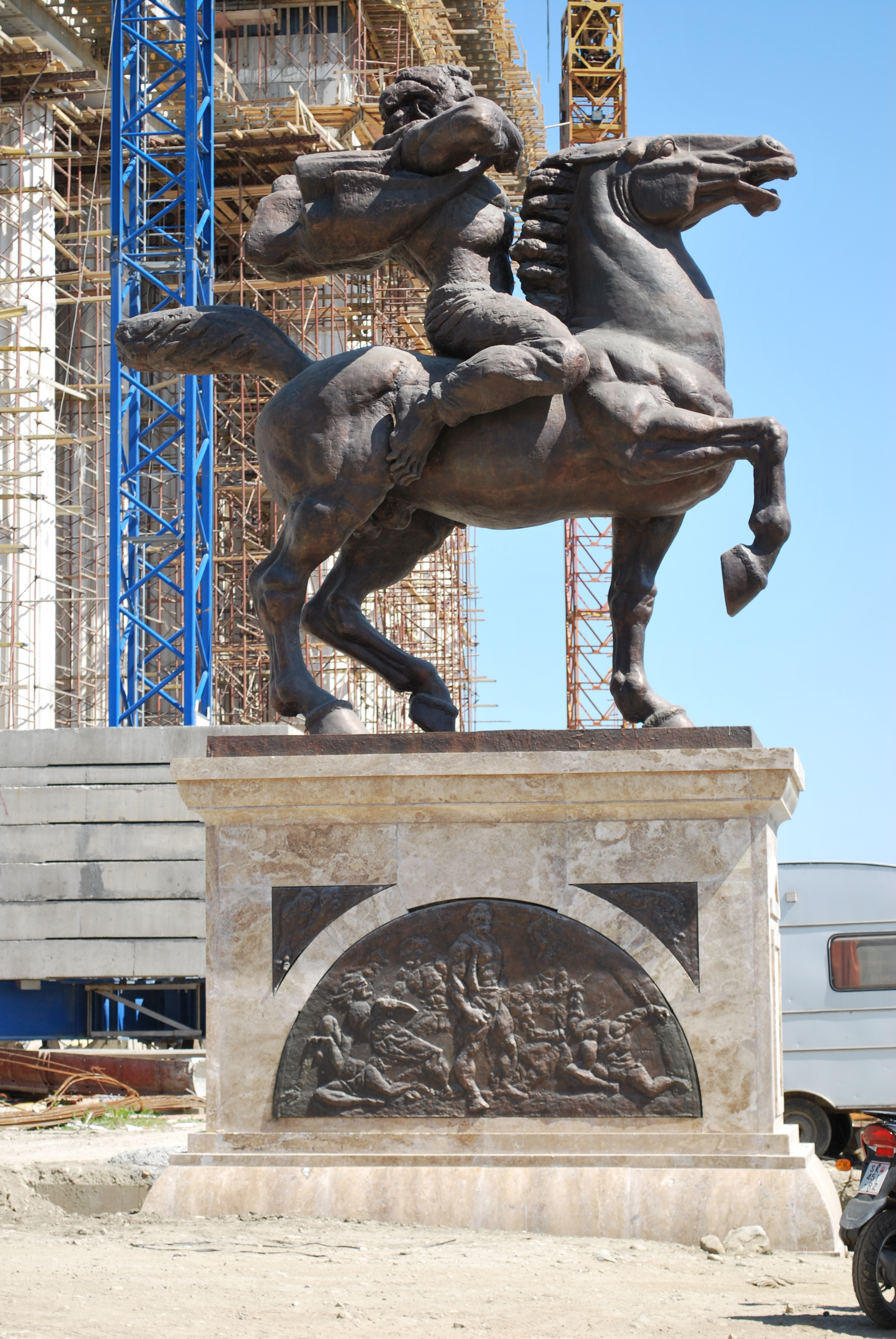
Пам'ятник Карпошу в Скоп'є в рамках проекту Скоп'є-2014

- Карпош вважається національним героєм і в Північній Македонії і у Болгарії.
- Ім'я Карпоша носить громада, що входить до складу міста Скоп'є.
- Ім'я «Карпош» взяв македонський партизан Народно-визвольної війни в Югославії і Народний герой Югославії Християн Тодоровський (1921—1944).
- У Скоп'є є площа Карпоша з пам'ятником і пам'ятною табличкою на місці страти Карпоша біля Кам'яного мосту.
- Мис Карпоша з'явився на картах світу на острові Сноу, що входить до складу Південних Шетландських островів[9].